# Roberto Payán
Roberto Payán ist eine Gemeinde (municipio) im Departamento Nariño in Kolumbien. Der Hauptort (cabecera municipal) von Roberto Payán ist San José de las Lagunas.

## Geografie
Roberto Payán liegt in der Provinz Tumaco-Barbacoas im Westen von Nariño auf einer Höhe von 20 m ü. NN, 250 km von Pasto entfernt am Río Patía und hat eine Durchschnittstemperatur von 27 °C. Die Gemeinde grenzt im Norden an Francisco Pizarro, Mosquera und Olaya Herrera, im Osten an Olaya Herrera und Magüí Payán, im Süden an Barbacoas und Tumaco und im Westen an Tumaco.

## Bevölkerung
Die Gemeinde Roberto Payán hat 25.433 Einwohner, von denen 1407 im Hauptort San José de las Lagunas leben (Stand: 2019).

## Geschichte
San José de las Lagunas wurde 1730 von Ignacio Gómez gegründet. Seit 1733 hat der Ort den Status einer Gemeinde.

## Wirtschaft
Die wichtigsten Wirtschaftszweige von Roberto Payán sind Landwirtschaft (insbesondere Bananen, Zuckerrohr, Kakao, Kokosnüsse und Zitrusfrüchte) und Holzwirtschaft. Traditionell spielt auch der Goldabbau eine große Rolle.

## Infrastruktur
Es bestehen keine vernünftigen Straßenverbindungen nach Roberto Payán. Die Gemeinde ist per Schiff und per Helikopter erreichbar.